# Örvös légykapó
Az örvös légykapó (Ficedula albicollis) a madarak osztályának verébalakúak (Passeriformes) rendjéhez és a  légykapófélék (Muscicapidae) családjához tartozó faj.

## Rendszerezése
A fajt Coenraad Jacob Temminck holland arisztokrata és zoológus írta le 1815-ben, a Muscicapa nembe Muscicapa albicollis néven.

## Előfordulása
Európa középső és délkeleti részén és Ázsia délnyugati részén honos. Hosszútávú vonuló, telelni Afrika Szahara alatti részére vonul. Természetes élőhelyei a mérsékelt övi erdők és szavannák, valamint ültetvények, szántóföldek, vidéki kertek és városi régiók.

### Kárpát-medencei előfordulása
Áprilistól októberig tartózkodik Magyarországon, középhegységi bükk- és gyertyános-tölgyes erdeinkben rendszeres fészkelő.

## Megjelenése
Testhossza 13 centiméter, szárnyfesztávolsága 22–25 centiméter, testtömege pedig 12–16 gramm. A hím nagyon hasonlít a kormos légykapóra, a nyakán lévő fehér örv és a szárnyán és a homlokán lévő nagyobb folt különbözteti meg attól. A barnás színű tojót alig lehet megkülönböztetni a rokon faj tojójától.
|  |  |

## Életmódja
A levegőben repülő rovarokat, a földön pókokat, hernyókat és poloskákat keresgél.

## Szaporodása

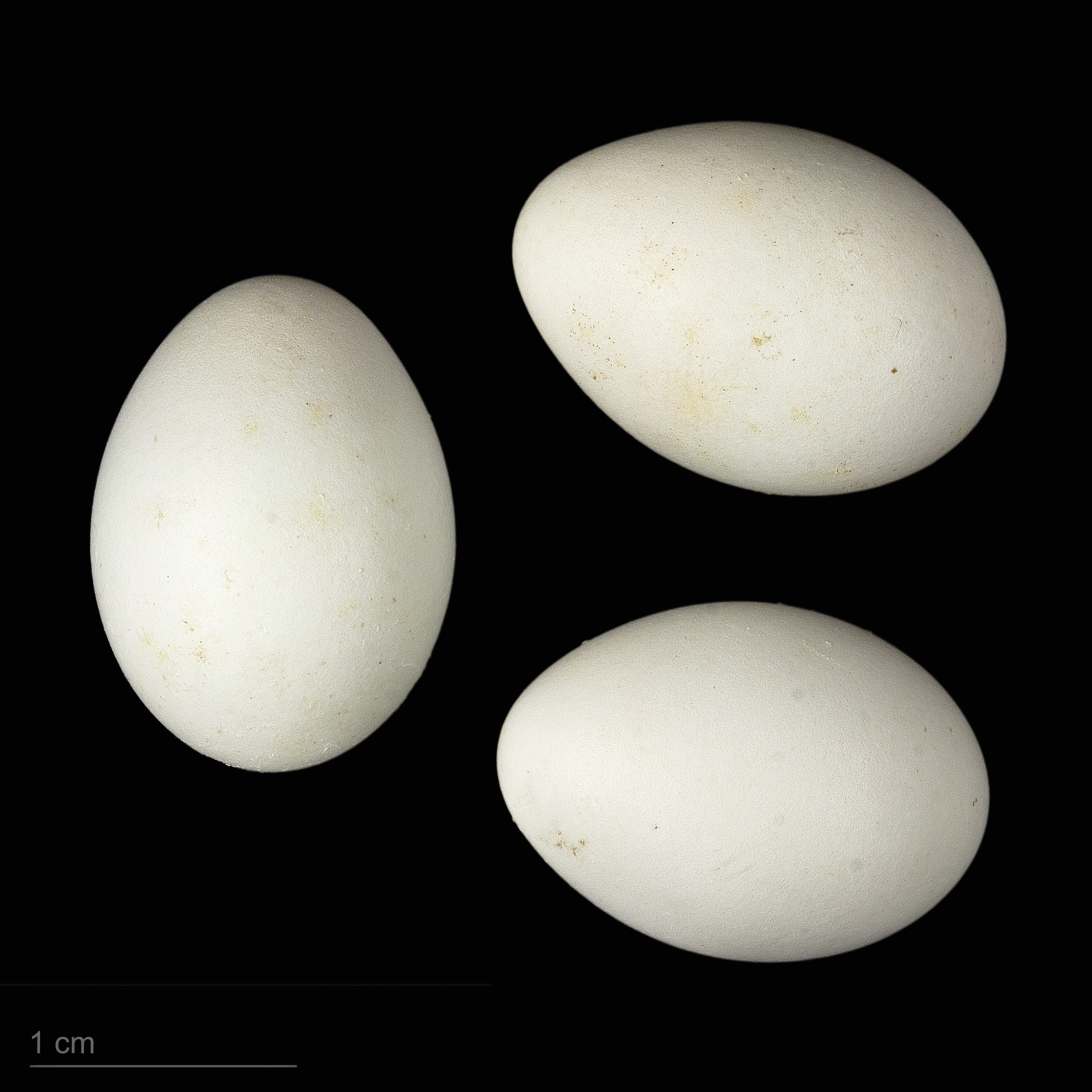
Ficedula albicollis

Korhadt fák odvaiba készíti fészkét, de megtelepszik mesterséges madárodvakban is. Ezt fűszálakkal  bélel ki. Fészekalja 6-7 égszínkék tojásból áll, melyen 12-14 napig kotlik. A fiókákat még 14 napig táplálja, mire kirepülnek.

## Természetvédelmi helyzete
Az elterjedési területe rendkívül nagy, egyedszáma nagy és növekszik. A Természetvédelmi Világszövetség Vörös listáján nem fenyegetett fajként szerepel.  Magyarországon védett, természetvédelmi értéke 25 000 Ft.